# Macocha

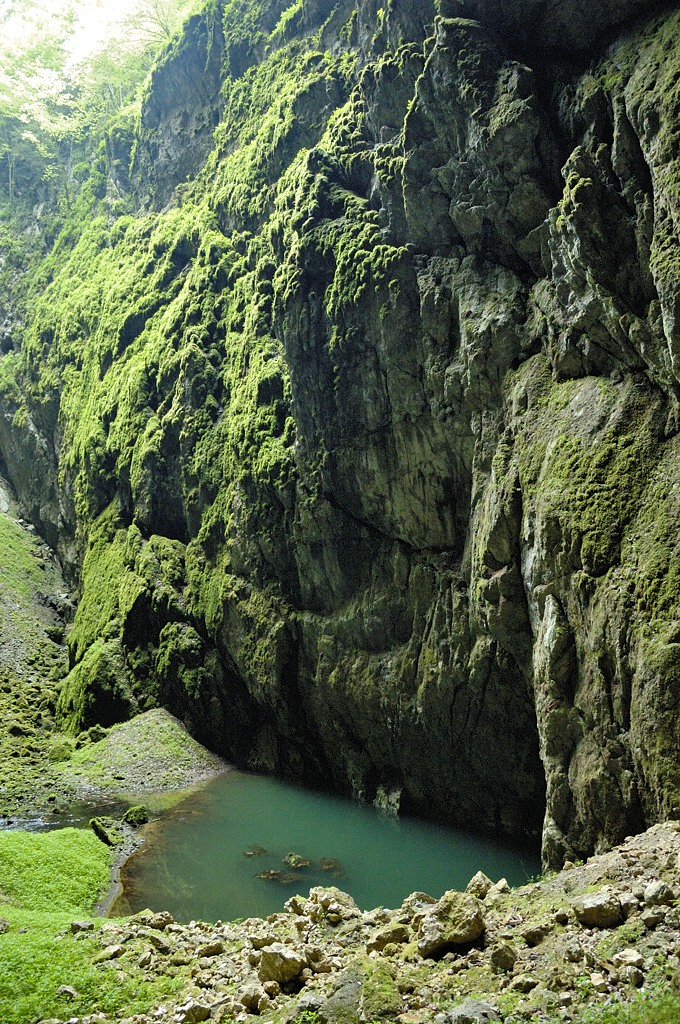
Blick von unten

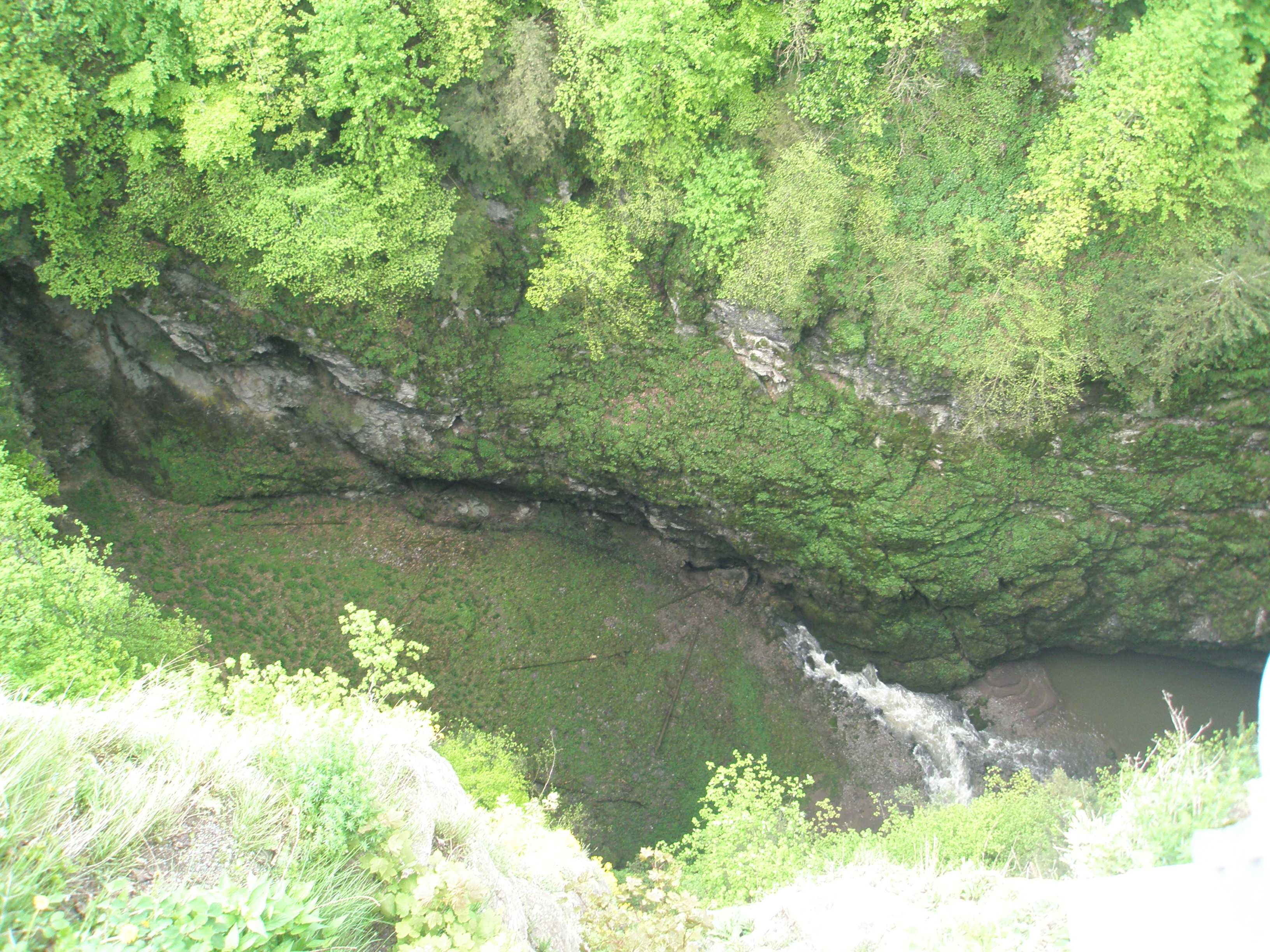
Blick von oben

Die Macocha, deutsche Schreibweise Mazocha, auch Stiefmutterschlucht genannt, ist eine 138,5 m tiefe Einsturzdoline im Mährischen Karst. Der auf der Flur der Gemeinde Vilémovice befindliche Abgrund hat eine Oberflächenabmessung von 174 m × 76 m und ist der tiefste Tschechiens. Bis zum Untergrund des Schuttkegels, der beiderseits von zwei Teichen begrenzt wird, hat der Bruch eine Tiefe von 187 m.
Durch den Kegel fließen die Wasser des unterirdischen Flusses Punkva. Der sichtbare Wasserlauf ist nicht die Punkva, sondern ein Zufluss aus den Amateurhöhlen, die mit 30 km Ausdehnung das größte Höhlensystem in Tschechien darstellen.
Das Naturdenkmal liegt 6 km östlich der Stadt Blansko und ist Teil des Höhlensystems der Punkwahöhlen (Punkevní jeskyně). An den Steilwänden wurden zwei Aussichtsterrassen errichtet.
Die obere Plattform befindet sich an der hohen Südwestwand in unmittelbarer Nähe der Chata Macocha und bietet einen Einblick in die Tiefe und zur gegenüberliegenden Wand. Sie wurde 1882 von der Sektion Brünn des Österreichischen Touristenklubs errichtet. Bei der feierlichen Eröffnung am 1. Oktober 1882 wurde sie zu Ehren des Sektionsvorstandes auf den Namen „Ripka-Warte“ getauft.
Von der seit 1899 im Nordwesten angebrachten „Unteren Aussicht“ ist vor allem der gegenüberliegende Ausstieg aus den Höhlen sichtbar.
Bereits 1895 hatte der Verein tschechischer Touristen die erste Hütte an der Mazocha erbaut, die zu Beginn des 20. Jahrhunderts grundlegend zur heutigen Chata Macocha umgebaut wurde. Die 1996 sanierte Baude enthält eine Gaststätte und touristische Unterkünfte mit 60 Betten.

## Geschichte
Der durch den Einsturz eines großen Höhlendoms entstandene Abgrund ist mindestens seit dem 16. Jahrhundert bekannt. Auch Johann Amos Comenius verzeichnete ihn auf seiner 1627 erstellten Karte von Mähren. Eine erste ausführliche Beschreibung der Macocha, die zu jener Zeit für die tiefste Schlucht der Welt gehalten wurde, stammt aus dem Jahre 1663.
Nach intensiven Erforschungen der Punkvahöhlen durch den Höhlenarchäologen Heinrich Wankel (1821–1897) erfolgte im Jahre 1901 durch Karl Absolon (1877–1960) die erste Untersuchung des Grundes der Mazocha. Dazu ließ er vom oberen Perron hinunter bis zum Schuttkegel eine senkrechte Leiter anbringen. Absolon befuhr bis zum Jahre 1909 noch mehrmals den Grund und stellte die Verbindung zur Punkvahöhle fest. Im Jahre 1914 wurde der Einstieg aus der Höhle in die Macocha hergestellt.
Heute ist der Zugang zum Grund der Macocha sowohl fußläufig aus der Punkvahöhle als auch über die Bootsfahrt auf der unterirdischen Punkva möglich.
Vom Tal der Punkva, das als Trockental den Namen Pustý žleb führt, besteht die Möglichkeit zur Auffahrt mittels einer kleinen Seilbahn zur Macocha. Das Tal selbst ist oberhalb des Hotels Skalní mlýn (Felsenmühle) für den individuellen Kraftfahrzeugverkehr gesperrt.
Berühmt und berüchtigt ist die Macocha aber auch deshalb, weil sich im Laufe der Zeit dort schon über 50 Menschen durch einen Sprung in die Tiefe das Leben nahmen.

## Sage
Nach alter Volksüberlieferung soll sich zugetragen haben, dass eine Stiefmutter ihren kleinen Stiefsohn in den Wald zur Beerensuche lockte, um ihn zu Gunsten ihres eigenen Sohnes zu beseitigen. Der von der Stiefmutter in die Schlucht gestoßene Knabe verfing sich an einer Wurzel und konnte gerettet werden. Als im Dorf bekannt wurde, was geschehen war, stürzte sich die Stiefmutter in den Abgrund.